# 화학 원소 이름 어원 목록
이 문서는 주기율표에 있는 화학 원소의 어원을 나열한다.

## 역사
화학사를 통틀어 많은 화학 원소가 발견되었다. 19세기 드미트리 멘델레예프는 원소의 구조를 설명하는 주기율표를 만들었다. 원소는 고대부터 현재까지 다양한 시간과 장소에서 발견되었기 때문에, 그 이름은 여러 언어와 문화에서 유래되었다.

### 장소 이름을 따서 명명됨
알려진 118개 원소 중 41개는 전 세계 또는 천체에 있는 장소와 관련이 있거나 특별히 그 이름을 따서 명명되었다. 이 중 32개는 지구상의 장소와 이름이 연결되어 있고, 나머지 9개는 태양계 천체의 이름을 따서 명명되었다. 예를 들어 헬륨과 셀레늄은 각각 태양과 달의 이름을 따서 명명되었다. 수은 (간접적으로), 텔루륨, 우라늄 및 넵투늄은 행성인 수성, 지구, 천왕성 및 해왕성의 이름을 따서 명명되었다. 플루토늄과 세륨은 왜행성 명왕성과 세레스의 이름을 따서 명명되었는데 두 행성 모두 원소 이름이 명명될 당시 행성으로 간주되었다. 그리고 팔라듐은 소행성 팔라스의 이름을 따서 명명되었다.

### 사람 이름을 따서 명명됨
19개 원소가 20명의 사람 이름과 연결되어 있다 (퀴륨은 마리 퀴리와 피에르 퀴리 모두를 기린다). 이 중 가돌리늄과 사마륨만 자연적으로 발생하며, 나머지는 인공 원소이다. 15개 원소는 과학자의 이름을 따서 명명되었고, 4개는 비과학자의 이름과 간접적인 관련이 있다. 글렌 T. 시보그와 유리 오가네샨만이 살아있는 동안 자신의 이름을 딴 원소를 가지게 되었으며, 오가네샨은 현재까지 살아있는 유일한 인물이다. 이 표에 있는 4명의 비과학자 이름을 딴 원소는 사실 그 사람의 이름을 따서 명명된 장소나 물건의 이름을 딴 것이다. 사마륨은 그것이 분리된 광물인 사마르스카이트의 이름을 따서 명명되었으며, 사마르스카이트는 바실리 사마르스키-비호베츠의 이름을 따서 명명되었다. 버클륨과 리버모륨은 로런스 버클리 국립연구소와 로렌스 리버모어 국립연구소가 위치한 캘리포니아의 도시 버클리와 리버모어의 이름을 따서 명명되었다. 이 도시들은 조지 버클리와 로버트 리버모어의 이름을 따서 명명되었다. 아메리슘은 아메리카의 이름을 따서 명명되었는데, 아메리카는 아메리고 베스푸치의 이름을 따서 명명되었다.

### 신화적 존재 이름을 따서 명명됨
신화적 존재는 직간접적으로 원소 명명에 상당한 영향을 미쳤다. 세륨, 유로퓸, 헬륨, 이리듐, 수은, 넵투늄, 나이오븀, 팔라듐, 플루토늄, 프로메튬, 셀레늄, 탄탈럼, 타이타늄, 토륨, 우라늄, 바나듐은 모두 신화 속 신과 관련되어 있다.

### 광물 이름을 따서 명명됨
원소는 (발견된) 광물 이름을 따서 명명되기도 했다. 예를 들어, 베릴륨은 녹주석의 이름을 따서 명명되었다.

### 논란과 실패한 제안
사람 이름을 따서 명명된 다른 원소 이름도 제안되었지만 공식적인 국제적 인정을 받지 못했다. 여기에는 크리스토퍼 콜럼버스, 오토 한, 이렌 졸리오퀴리, 이고리 쿠르차토프와 관련된 이름인 콜럼븀(Cb), 하늄(Ha), 졸리오튬(Jl), 쿠르차토븀(Ku)이 포함된다. 또한 카시오페이아 별자리에서 유래하여 신화 속 카시오페이아와 간접적으로 관련된 이름인 카시오페이움(Cp)도 있었다.

## 현재 명명 관행 및 절차
지난 20년 동안 IUPAC은 원소 명명의 통제 기관이다. 또한 IUPAC은 알려지지 않거나 최근에 합성된 원소에 대해 임시 이름과 기호를 제공했다.

## 목록
| R8 | X1 |

| R8 | X1 |

| O34 · D46 | G17 | F21 · D4 |

| O34 · D46 | G17 | F21 · D4 |

## 같이 보기
- 화학 원소 명명 논란 목록
- 화학 원소의 명명법

## 추가 자료
- Eric Scerri, The Periodic System, Its Story and Its Significance, Oxford University Press, New York, 2007.